# Le Manteau (film, 1952)
Pour les articles homonymes, voir Le Manteau (homonymie).
Pour plus de détails, voir Fiche technique et Distribution.
Le Manteau (titre original : Il cappotto) est un film italien réalisé par Alberto Lattuada, sorti en 1952. Le film est une adaptation libre de la nouvelle de Nicolas Gogol Le Manteau (1843).

## Synopsis
L'Akaki Akakievitch de Gogol est devenu ici Carmine de Carmine et l'action se déroule en hiver, dans une ville de l'Italie du Nord et à l'époque contemporaine : un médiocre employé de mairie, ému par l'achat d'un manteau neuf puis bouleversé par son vol, tente vainement de le récupérer. Méprisé par ses chefs, Carmine connaîtra une fin tragique mais son fantôme finira pourtant par les hanter.

## Fiche technique
- Titre original : Il cappotto
- Titre en France : Le Manteau
- Réalisation : Alberto Lattuada
- Scénario : Cesare Zavattini, Leonardo Sinisgalli, Luigi Malerba et Giorgio Prosperi, d'après Nicolas Gogol
- Photographie : Mario Montuori, noir et blanc
- Musique : Felice Lattuada
- Conseiller artistique : Leonardo Sinisgalli
- Décors : Gianni Polidori
- Costumes : Dario Cecchi
- Montage : Eraldo Da Roma
- Production : Films Lighthouse, Titanus (Rome) (Bianca Lattuada, directeur de production)
- Pays d'origine :  Italie
- Durée : 95 minutes
- Année de réalisation : 1952
- Date de sortie : 3 octobre 1952
- Genre : Comédie dramatique

## Distribution
- Renato Rascel : Carmine de Carmine
- Yvonne Sanson : Caterina
- Giulio Stival : le maire
- Ettore G. Mattia : le secrétaire général
- Giulio Cali : le tailleur
- Anna Carena : La logeuse
- Sandro Somarè : Le fiancé de Vittoria
- Antonella Lualdi : Vittoria
- Olinto Cristina
- Luigi Moneta

## Analyse
La littérature russe, à laquelle Alberto Lattuada fut très tôt familiarisé, servit, à plusieurs reprises, de source d'inspiration pour ses films. Ainsi, dès 1943, le cinéaste milanais tente vainement de porter à l'écran une adaptation du Joueur de Fiodor Dostoïevski. Plus tard, en 1958, il met en scène La Tempête, d'après deux œuvres d'Alexandre Pouchkine, puis, en 1962, il réalise La Steppe, suivant un récit d'Anton Tchekhov, et, enfin, en 1975, il filme Cœur de chien (Cuore di cane) d'après Mikhaïl Boulgakov. Mais, aucune de ces réalisations ne semblent atteindre la réussite qu'offre Le Manteau. « À travers le Maire, le Secrétaire général, à travers les amples décors qui servent de cadres à l'exercice de leurs fonctions (...), le cinéaste décrit, pour la première fois sans doute dans le cinéma italien et, assurément, avec une force incomparable, ce monde mi-bourbonnien mi-kafkaïen qu'est en définitive la bureaucratie italienne », nous dit Filippo Maria De Sanctis (Premier Plan, mai 1965). Georges Sadoul dans Les Lettres françaises du 18 mars 1954, estimait, quant à lui, que « Carmine de Carmine, petit bourgeois timidement révolté, joué par Renato Rascel, un très grand comique italien » possède une « authenticité certaine. Son type de rond-de-cuir, qui appartient sans doute au siècle dernier par son effacement, présente, par sa misère, des revendications qui sont bien de notre siècle. (...) le néo-réalisme peut à son gré adopter le ton familier de tous les jours ou se tourner, tout au contraire, vers la poésie fantastique. » Nous sommes donc bien en présence d'une fable réaliste, dans laquelle l'humour, selon la formule de Chris Marker, n'est que la politesse du désespoir. Sur ce versant italien, Lattuada n'est donc guère éloigné, fondamentalement, de l'esprit de Gogol.

## À propos duManteau: conversations avec Lattuada
- « J'ai de l'affection pour ce film. Il n'est pas réaliste : c'est une fable, en ce sens qu'il représente une phase de transition entre le néoréalisme et le réalisme fantastique. Outre l'imagination et la mélancolie, j'ai aimé dans la nouvelle de Gogol l'élan de sympathie qu'on sent envers les humbles et les offensés - il n'y a pas un écrivain russe qui se soit rangé du côté des puissants. (...) Le récit de Gogol contient un autre aspect très important, prophétique celui-là, des maux dus à la bureaucratie. (...) On ne comprend pas quelle malédiction vaut à l'humanité d'être amenée à rendre toujours plus immense les diverses formes de contrôle du contrôle du contrôle, et ainsi de suite jusqu'à l'infini. (...) Cette amertume dans la vie, cette sensation d'étouffement à l'intérieur du labyrinthe de l'histoire, c'est surtout chez les écrivains russes qu'on les retrouve. »(Alberto Lattuada, entretien avec Aldo Tassone, Le cinéma italien parle, dossier de presse)
- « Avec Il Cappotto (Le Manteau), je me suis définitivement démarqué de ce qu'on appelle le néoréalisme. Il me semblait que notre confession d'après-guerre était allée au bout de son histoire. Dans Il Cappotto de Nicolaï Gogol, j'ai trouvé l'occasion de décrire la bureaucratie, un sujet qui me tient à cœur. (...) Dans le film, le directeur de l'entreprise est l'emblème de la nomenklatura. Il y a aussi le sous-chef qui fait le tampon entre l'autorité supérieure (réclamant respect et obéissance) et les employés (sur lesquels il peut dérouler ses instincts dominateurs). Le héros étant un de ces innombrables gratte-papier, je pouvais pleinement faire sentir le poids de la hiérarchie : le rapport de l'humble et du puissant, avec tout ce que cela comporte de soumission, de patience, d'espoirs et de déchirements. Le Manteau a fait le tour du monde, avec des critiques très positives, (...). A Cannes, Orson Welles a applaudi le film avec enthousiasme. » (A. Lattuada, propos recueillis par Clarice Cartier, in : CinémAction, Cortet-Télérama, janvier 1994)

## Le Manteauau fil du temps
En 2011, Le Manteau a, de nouveau, été diffusé en DVD, en France, à partir d'une copie restaurée par le Museo Nazionale del Cinema di Torino. Dans un court métrage complémentaire, intitulé "Le Manteau", au fil du temps, le critique italien Paolo Mereghetti, interviewé par la cinéaste Annarita Zambrano, donne son opinion sur la transposition littéraire effectuée par Alberto Lattuada. Ce qu'aima Lattuada dans le récit de Gogol, dit-il, c'était qu'à partir d'une démarche « typique de la littérature au XIXe siècle, c'est-à-dire réaliste et naturaliste », l'écrivain russe introduisait une dimension « burlesque et surréaliste ». Bien que situé en Italie, le film devait conserver l'atmosphère de la nouvelle. En conséquence de quoi, Lattuada tourna son film dans une ville enneigée et brumeuse, jusque-là inconnue au cinéma : Pavie, en Lombardie, située sur le Tessin. Selon Paolo Mereghetti, le film de Lattuada s'enrichit d'« un éventail d'innovations », certes inspirées de Gogol, mais qui prirent, au travers des images, un relief saisissant. Ainsi de la scène, où l'on voit le tailleur, endormi, les pieds au premier plan, et qui ferait songer à un tableau de Marc Chagall. En revanche, la scène des funérailles - un unique cheval tirant un modeste corbillard - ne figure pas dans la nouvelle de Gogol. Elle constitue, dans un mode absurde et fantastique, la revanche du persécuté qui « anéantit la cérémonie du maire (Giulio Stival), personnage ambitieux et bouffi d'orgueil », ici beaucoup plus présent que chez Gogol.

## Lattuada: histoire tragique et personnelle d'un manteau
Le cinéaste italien confie à Jean A. Gili cette anecdote : « À Rome (durant la guerre), j'ai connu des aventures incroyables. Je me suis lié à la Résistance, une résistance passive, non active. (...) J'aidais seulement en transportant de la nourriture ou des vêtements. (...) Un de mes amis est mort avec le manteau que je lui avais donné. Il avait toujours froid. (...) Il s'appelait Giorgio Labò, un garçon de Gênes. Lorsqu'il a été arrêté, il fabriquait des petits tubes d'explosif pour saboter les camions allemands (...). Il n'a jamais révélé, même sous la torture (...), qui étaient ses contacts, les gens qui l'hébergeaient. De fait, lorsque Il Messagero a annoncé sa mort, ils ont indiqué : Giorgio Labò, sans domicile fixe, a été fusillé. J'ai écrit un petit texte de souvenir qui lui est consacré dans un livre que j'ai publié plus tard. » (entretien avec Jean A. Gili. Rome, février 1972)

## Distinctions
Le film a été présenté en sélection officielle en compétition au Festival de Cannes 1952.